# Martiniano Martínez Ramírez
Martiniano Martínez Ramírez, (Villoldo, Palencia, 24 de octubre de 1867 - Frómista, Palencia, 8 de abril de 1954) fue un sacerdote, escritor y catedrático de Historia español.

## Biografía
Catedrático de Historia Universal Antigua y Media de la Universidad de Barcelona, desde 1903. 
En 1934 fue nombrado catedrático de la Universidad Autónoma de Barcelona. Separado del servicio del Patronato de la Universidad el 4 de octubre de 1937 por deslealtad al gobierno de la República. Fue uno de los catedráticos de universidad que fueron cesados por el Decreto firmado por Azaña, de 18 de agosto de 1936. Tras pasar por diversas vicisitudes, pasó a la zona nacional, donde fue agregado a la Universidad de Valladolid, hasta su jubilación, con efectos del 24 de octubre de 1937.

## Obras
- Compendio de Historia Universal. Barcelona. 1876